# Alberto Rivera (ativista)
Alberto Magno Romero Rivera (Las Palmas de Gran Canaria, 19 de setembro de 1935 - Los Angeles, 20 de junho de 1997) , foi um ativista religioso anticatólico hispano-americano, divulgador de teorias da conspiração. Ele alegou ser um ex-padre católico e ex-jesuíta, embora estas afirmações tenham sido refutadas. «Alberto Rivera: Is He For Real?». Christianity Today. 2 (2). 13 de março de 1981</ref>

## Vida e Carreira
Alberto Rivera nasceu em Las Palmas de Gran Canaria, Espanha, em 19 de setembro de 1935. Fez inúmeras afirmações sobre o seu tempo como padre católico e sobre o funcionamento interno da Igreja Católica. A maioria destas declarações são contestadas pela Igreja Católica e outros e Rivera não foi capaz de fornecer provas convincentes para apoiar as suas afirmações. Uma denúncia de Gary Metz na revista Cornerstone, bem como outra na Christianity Today questionaram muitas das declarações de Rivera sobre a sua vida, alegando que era uma fraude. 
No entanto, suas alegações sobre sua afiliação e experiências dentro da ordem foram amplamente contestadas e desacreditadas por historiadores, especialistas em religião e ex-membros da Igreja Católica. A própria Companhia de Jesus negou qualquer ligação com Rivera e suas declarações.
Rivera ficou conhecido principalmente por suas histórias sensacionalistas, nas quais ele afirmava ter conhecimento de conspirações secretas dentro da Igreja Católica, incluindo envolvimento em atividades criminosas, subversão política e associação com organizações antirreligiosas.
Seus relatos detalhados, publicados em forma de livros e apresentados em conferências, atraíram a atenção de alguns setores da sociedade que já eram críticos da Igreja Católica. No entanto, a maior parte do mundo acadêmico e da mídia rejeitou suas afirmações como sendo infundadas e sem evidências substanciais.

## Controvérsias e críticas
As alegações de Alberto Rivera sobre a Igreja Católica e os Jesuítas foram amplamente criticadas e refutadas por especialistas em religião e estudiosos. Historiadores, teólogos e jornalistas investigativos analisaram suas afirmações e encontraram uma série de inconsistências, contradições e falta de evidências confiáveis para apoiá-las.
Os críticos apontaram que Rivera não apresentou provas documentais ou testemunhais para sustentar suas afirmações, além de citar eventos históricos mal interpretados ou distorcidos. Além disso, suas histórias contradiziam fontes confiáveis e amplamente aceitas sobre a história e práticas da Igreja Católica e dos Jesuítas.
Muitos ex-jesuítas e membros da Igreja Católica afirmaram que as alegações de Rivera eram infundadas e que ele nunca havia sido membro da ordem. A Companhia de Jesus negou oficialmente qualquer conexão com Rivera, chamando suas declarações de "falsas e sem fundamento".

## Legado
Apesar das críticas e da falta de apoio substancial às suas alegações, Alberto Rivera ainda possui seguidores e seu trabalho continua a circular em certos círculos conspiratórios e anti-Católicos.
Seus escritos e palestras têm sido usados por alguns grupos para promover teorias da conspiração e ataques à Igreja Católica e aos Jesuítas. No entanto, é importante ressaltar que a maioria das suas alegações foi desacreditada por especialistas, e sua credibilidade é amplamente questionada.
Em 2020 a Igreja Universal do Reino de Deus, fundada por Edir Macedo, foi processada pela associação Católica Dom Bosco por reproduzir gibis com conteúdo biográfico sobre o ativista, o qual a mesma venceu o processo.
A igreja lançou uma série em formato de animação ultrarealista sobre a vida de Alberto, cuja produção se encontra disponível no Univer Vídeo.
Alberto Rivera faleceu em 20 de junho de 1997, em Los Angeles, Califórnia, aos 61 anos de idade.